# David Bradley (színművész, 1942)
David John Bradley (York, 1942. április 17. –) angol színész.
Ismert szerepei közé tartozik Argus Frics a Harry Potter-filmekben, Walder Frey a HBO Trónok harca című fantasysorozatában, valamint Abraham Setrakian az FX The Strain – A kór televíziós horrorsorozatában. 
Feltűnt a Cornetto Három Íze-trilógia filmjeiben, továbbá az Első Doktor szerepében az An Adventure in Space and Time című 2013-as tévéfilmben. Guillermo del Toro Trollvadászok című animációs sorozatában Merlin eredeti hangját kölcsönözte.
A Royal Shakespeare Company egykori diákjaként és Laurence Olivier-díjas színészként Bradley a színpadon is aktív.

## Filmográfia

### Filmek
| Év   | Magyar cím                           | Eredeti cím                                   | Szerep                 | Magyar hang      |
| ---- | ------------------------------------ | --------------------------------------------- | ---------------------- | ---------------- |
| 1979 | San Francisco-i kölyök               | The Frisco Kid                                | Julius Rosensheine     |                  |
| 1987 | Hegyezd a füled!                     | Prick Up Your Ears                            | Temetkezési vállalkozó |                  |
| 1998 | A törvény terhe                      | Left Luggage                                  | Portás                 |                  |
| 1999 |                                      | Tom's Midnight Garden                         | Abel                   |                  |
| 2000 | A király él                          | The King Is Alive                             | Henry                  | Sörös Sándor     |
| 2001 | Fújd szárazra, édes!                 | Blow Dry                                      | Noah                   | Izsóf Vilmos     |
| 2001 | Harry Potter és a bölcsek köve       | Harry Potter and the Philosopher's Stone      | Argus Frics            | Varga Tamás      |
| 2001 |                                      | Gabriel & Me                                  | nagypapa               |                  |
| 2002 | Nem fenékig tejfel                   | This Is Not a Love Song                       | Mr. Bellamy            |                  |
| 2002 |                                      | Crossings                                     | Yorkshire-i gazda      |                  |
| 2002 |                                      | The Intended                                  | pap                    |                  |
| 2002 | Harry Potter és a Titkok Kamrája     | Harry Potter and the Chamber of Secrets       | Argus Frics            | Varga Tamás      |
| 2002 | Nicholas Nickleby                    | Nicholas Nickleby                             | Nigel Bray             |                  |
| 2002 |                                      | Pas de Trois                                  | Porter                 |                  |
| 2004 | Harry Potter és az azkabani fogoly   | Harry Potter and the Prisoner of Azkaban      | Argus Frics            | Varga Tamás      |
| 2004 | Az ördögűző: A kezdet                | Exorcist: The Beginning                       | Gionetti atya          |                  |
| 2005 | Harry Potter és a Tűz Serlege        | Harry Potter and the Goblet of Fire           | Argus Frics            | Varga Tamás      |
| 2005 |                                      | Red Mercury                                   | Neil Ashton            |                  |
| 2006 |                                      | Lycanthropy                                   | Klub tulajdonos        |                  |
| 2007 | Vaskabátok                           | Hot Fuzz                                      | Arthur Webley          | Pethes Csaba     |
| 2007 | Harry Potter és a Főnix Rendje       | Harry Potter and the Order of the Phoenix     | Argus Frics            | Varga Tamás      |
| 2008 |                                      | The Daisy Chain                               | Sean Cryan             |                  |
| 2008 | Tudom, hogy tudod                    | I Know You Know                               | Mr. Fisher             |                  |
| 2009 | Harry Potter és a Félvér Herceg      | Harry Potter and the Half-Blood Prince        | Argus Frics            | Varga Tamás      |
| 2009 | Harry Brown                          | Harry Brown                                   | Leonard Attwell        | Izsóf Vilmos     |
| 2010 | Még egy év                           | Another Year                                  | Ronnie                 | Borbiczki Ferenc |
| 2011 |                                      | Lucy and the Attack of the Malevolon          | narrátor               |                  |
| 2011 | Harry Potter és a Halál ereklyéi 2.  | Harry Potter and the Deathly Hallows – Part 2 | Argus Frics            | Varga Tamás      |
| 2011 | Amerika Kapitány: Az első bosszúálló | Captain America: The First Avenger            | Toronyőr               | Izsóf Vilmos     |
| 2011 |                                      | The Holding                                   | Cooper                 |                  |
| 2013 | Világvége                            | The World's End                               | Basil                  | Varga Tamás      |
| 2016 | Az ifjú messiás                      | The Young Messiah                             | öreg rabbi             |                  |
| 2016 |                                      | Broadcast Signal Intrusion                    | James apja             |                  |
| 2017 | A bérlők                             | The Lodgers                                   | Bermingham             |                  |
| 2017 |                                      | Edmund the Magnificent                        | Farmer                 |                  |
| 2018 |                                      | Await Further Instructions                    | nagypapa               |                  |
| 2020 |                                      | Doctors Assemble                              | első orvos (hangja)    |                  |
| 2021 |                                      | Roy                                           | Roy                    |                  |
| 2021 | Sokk                                 | Jolt                                          | Gareth Fizel           |                  |
| 2021 |                                      | Emily the Little Match Girl                   | Harry Smith            |                  |
| 2022 |                                      | Allelujah                                     | Joe Colman             |                  |
| 2022 | Catherine, a madárka                 | Catherine Called Birdy                        | Lord Gideon Sidebottom |                  |
| 2022 | Pinokkió                             | Pinocchio                                     | Geppetto (hangja)      | Mikó István      |
| 2022 | Kié lesz a karácsony?                | Your Christmas or Mine?                       | Jack                   |                  |
| 2023 | Csibefutam: A csirkefalatok hajnala  | Chicken Run: Dawn of the Nugget               | Taréj (hangja)         | Fodor Tamás      |
| 2023 | Kié lesz a karácsony 2.              | Your Christmas or Mine 2                      | Jack                   |                  |
| 2023 | Édes búcsú                           | Good Grief                                    | Duncan                 | Varga Tamás      |

### Televízió
1971–2000
| Év   | Cím                           | Szerep                 | Megjegyzések                           |
| ---- | ----------------------------- | ---------------------- | -------------------------------------- |
| 1971 | Nearest and Dearest           | rendőr                 | 1 epizód                               |
| 1971 | A Family at War               | Colin Woodcock         | mellékszereplő                         |
| 1972 | ITV Sunday Night Theatre      | Parker, utca kapus     | 1 epizód                               |
| 1972 | Thirty-Minute Theatre         | evangélista            | 1 epizód                               |
| 1976 | Bill Brand                    | Peter Malone           | 1 epizód                               |
| 1978 | The Professionals             | Tony Kristo            | 1 epizód                               |
| 1980 | Coronation Street             | Simms nyomozó őrmester | 1 epizód                               |
| 1981 | Play for Today                | kommunista szónok      | 1 epizód                               |
| 1981 | BBC2 Playhouse                | Wike / Bármester       | 2 epizód                               |
| 1982 | Frost in May                  | Rambler                | 1 epizód                               |
| 1983 | Tartuffe, or The Imposter     | Cleante                | tévéfilm                               |
| 1985 | One by One                    | Mr. Fazakerly          | 1 epizód                               |
| 1985 | Theatre Night                 | Charron                | 1 epizód                               |
| 1986 | King of the Ghetto            | Ralph                  | minisorozat                            |
| 1989 | Shadow of the Noose           | Edward Lawrence        | 1 epizód                               |
| 1989 | The Play on One               | Harry                  | 1 epizód                               |
| 1992 | ScreenPlay                    | Mr. Preach             | 1 epizód                               |
| 1992 | Between the Lines             | Harry Ross őrmester    | 1 epizód                               |
| 1993 | Full Stretch                  | Don Naylor             | 1 epizód                               |
| 1993 | The Buddha of Suburbia        | Helen apja             | minisorozat                            |
| 1994 | Screen Two                    | Igazgató               | 1 epizód                               |
| 1994 | Performance                   | Barnadine              | 1 epizód                               |
| 1994 | Martin Chuzzlewit             | David Crimple          | minisorozat                            |
| 1995 | The Vet                       | Dick Sims              | 1 epizód                               |
| 1995 | Casualty                      | Stanmore               | 1 epizód                               |
| 1996 | A Touch of Frost              | Les James              | 1 epizód                               |
| 1996 | Band of Gold                  | Alf                    | 1 epizód                               |
| 1996 | Our Friends in the North      | Eddie Wells            | főszereplő                             |
| 1996 | Wycliffe                      | Joe Mawnan             | 1 epizód                               |
| 1996 | In Your Dreams                | Tanár                  | tévéfilm                               |
| 1996 | Cracker                       | Frank Carter           | 1 epizód                               |
| 1996 | Kiss and Tell                 | Hines főfelügyelő      | tévéfilm                               |
| 1997 | Reckless                      | Arnold Springer        | főszereplő                             |
| 1997 | Bramwell                      | Charles Matthews       | 1 epizód                               |
| 1997 | The Moth                      | Dave Waters            | tévéfilm                               |
| 1998 | Our Mutual Friend             | Rogue Riderhood        | minisorozat                            |
| 1998 | Where the Heart Is            | Derek Woodford         | 1 epizód                               |
| 1998 | Reckless: The Movie           | Arnold Springer        | tévéfilm                               |
| 1998 | A hiúság vására (Vanity Fair) | Sir Pitt Crawley       | minisorozat magyar hangja Rajhona Ádám |
| 1998 | The Canterbury Tales          | Január (hangja)        | 1 epizód                               |
| 1999 | Doomwatch: Winter Angel       | angyal                 | tévéfilm                               |
| 2000 | The Wilsons                   | Ray Wilson             | főszereplő                             |
| 2000 | Black Cab                     | Gerald                 | 1 epizód                               |

2001–
| Év        | Magyar cím                    | Eredeti cím                           | Szerep                       | Megjegyzések                                         |
| --------- | ----------------------------- | ------------------------------------- | ---------------------------- | ---------------------------------------------------- |
| 2001      |                               | Shades                                | Alan Roberts                 | minisorozat                                          |
| 2001      | Vasutas Jim                   | Station Jim                           | Elliot                       | tévéfilm                                             |
| 2001      |                               | Murphy's Law                          | Hatcher                      | tévéfilm                                             |
| 2001      |                               | The Way We Live Now                   | Mr. Broune                   | minisorozat                                          |
| 2001      | Édes álmok                    | Sweet Dreams                          | Jim                          | tévéfilm                                             |
| 2002–2004 | Vadnyugat                     | Wild West                             | Az idős Jake Trethowan       | főszereplő                                           |
| 2003      | A weydoni asszonyvásár        | The Mayor of Casterbridge             | Vatt tanácsos                | tévéfilm                                             |
| 2003      | Kisvárosi gyilkosságok        | Midsomer Murders                      | Tom                          | 1 epizód                                             |
| 2003      |                               | Charles II: The Power and the Passion | Sir Edmund Berry Godfrey     | 1 epizód                                             |
| 2003      |                               | Blue Dove                             | Max Turnbull                 | minisorozat                                          |
| 2003      |                               | Murphy's Law                          | Hatcher                      | 1 epizód                                             |
| 2004      |                               | Blackpool                             | Hallworth                    | minisorozat                                          |
| 2005      |                               | Mr. Harvey Lights a Candle            | Archie                       | tévéfilm                                             |
| 2006      |                               | Sweeney Todd                          | Sweeney apja                 | tévéfilm                                             |
| 2006      |                               | Taggart                               | Elijah Buckland              | 1 epizód                                             |
| 2006–2008 |                               | Ideal                                 | Stemroach                    | mellékszereplő                                       |
| 2007      |                               | Thieves Like Us                       | Electric                     | mellékszereplő                                       |
| 2007      |                               | True Dare Kiss                        | Stanley Tyler                | mellékszereplő                                       |
| 2008      | A mágia színe                 | The Colour of Magic                   | Cohen, a barbár              | 1 epizód magyar hangja Uri István                    |
| 2008      |                               | The Invisibles                        | Knacker Locke                | minisorozat                                          |
| 2009      | Tudorok                       | The Tudors                            | Will                         | 1 epizód                                             |
| 2009      |                               | Ashes to Ashes                        | Robin Elliot                 | 1 epizód                                             |
| 2009      |                               | The Street                            | Joe                          | 1 epizód                                             |
| 2010      |                               | Arena                                 | különböző karakter           | 1 epizód                                             |
| 2010      |                               | Five Daughters                        | Patrick Palmer               | minisorozat                                          |
| 2010      |                               | New Tricks                            | Simon Beswick / John Plummer | 1 epizód                                             |
| 2010      | Sarah Jane kalandjai          | The Sarah Jane Adventures             | Shansheeth Blue              | 1 epizód                                             |
| 2011      |                               | Waking the Dead                       | George Barlow                | 1 epizód                                             |
| 2011–2017 | Trónok harca                  | Game of Thrones                       | Walder Frey                  | mellékszereplő magyar hangja Fodor Tamás             |
| 2012–2022 | Ki vagy, doki?                | Doctor Who                            | Solomon / Első Doktor        | 4 epizód                                             |
| 2012      |                               | Eternal Law                           | Mack Steen                   | 1 epizód                                             |
| 2012      |                               | Benidorm                              | Stan Garvey                  | 1 epizód                                             |
| 2012      | Hollow Crown – Koronák harca  | The Hollow Crown                      | Gardener                     | 1 epizód                                             |
| 2012      | Lúzer töritanár               | Bad Education                         | George Barlow                | 1 epizód                                             |
| 2012      | Az idők végezetéig            | World Without End                     | Joseph                       | mellékszereplő magyar hangja Szokolay Ottó           |
| 2012      |                               | Bad Sugar                             | Ralphfred Cauldwell          | tévéfilm                                             |
| 2012–2013 |                               | Prisoners' Wives                      | Frank                        | mellékszereplő                                       |
| 2012–2014 |                               | Mount Pleasant                        | Charlie                      | főszereplő                                           |
| 2013      | Broadchurch                   | Broadchurch                           | Jack Marshall                | mellékszereplő                                       |
| 2013      |                               | An Adventure in Space and Time        | William Hartnell             | tévéfilm                                             |
| 2014      |                               | Silk                                  | LJ Reynolds                  | 1 epizód                                             |
| 2014–2017 | The Strain – A kór            | The Strain                            | Abraham Setrakian            | főszereplő magyar hangja Szélyes Imre                |
| 2016      |                               | Beowulf: Return to the Shieldlands    | Gorrik                       | 1 epizód                                             |
| 2016      | A Mediciek hatalma            | Medici                                | Bardi                        | 1 epizód                                             |
| 2017–2019 | Trollvadászok                 | Trollhunters: Tales of Arcadia        | Merlin (hang)                | főszereplő magyar hangja Bácskai János Forgács Gábor |
| 2018      | Távterápia                    | Hang Ups                              | Frank Ellerby                | 1 epizód magyar hangja Szabó Endre                   |
| 2018–2019 | A nyomorultak                 | Les Misérables                        | Gillenormand                 | főszereplő magyar hangja Várday Zoltán               |
| 2018–2019 | Britannia                     | Britannia                             | Quane                        | főszereplő                                           |
| 2019–2022 | After Life – Mögöttem az élet | After Life                            | Ray Johnson                  | főszereplő                                           |
| 2020      | Londoni bandák                | Gangs of London                       | Jim                          | 1 epizód                                             |
| 2020      | Varázslók: Arcadia meséi      | Wizards: Tales of Arcadia             | Merlin (hang)                | főszereplő                                           |
| 2020      |                               | Mandy                                 | Frank                        | 1 epizód                                             |
| 2021      | Kalandra fel! Távoli világok  | Adventure Time: Distant Lands         | öreg Finn (hang)             | 1 epizód                                             |
| 2022      | A rendfenntartó               | The Responder                         | Davey                        | 2 epizód magyar hangja Szabó Endre                   |